# Línea 18 (Dbus)
La línea 18 de Dbus conecta el centro de San Sebastián con la zona oeste del barrio de Ayete y el Seminario.

## Paradas

### Hacia Avanco
- Plaza Gipuzkoa II 16 19
- Urbieta 6 16 19 26 31
- Zubieta - San Martin 5 16 25 33 40 45
- Mikeleteak 4
- Portuene 2
- Gantxegi
- Portuene 20 I
- Portuene 49
- Dr. Marañon
- Muntomar
- Pinu Bidea
- Gurutze Heriz 153
- Itxas Aurre
- Apaizgaitegia/Seminario Heriz 82
- Aitzgorri
- Avanco

### Hacia Plaza Gipuzkoa II
- Avanco
- Apaizgaitegia/Seminario
- Itxas Aurre Heriz 112
- Gurutze Heriz 128 36
- Begi Urdinak 36
- Donosti Zahar 36
- Portuene 20 II
- Portuene 21
- Jauregia/Palacio
- Mikeleteak 1
- Zubieta Plaza 5 16 25 33 40 45
- Askatasuna 31/Libertad 31 5 16 25 45
- Okendo 5 5 16 25
- Plaza Gipuzkoa II 16 19